# Anoectangium madagassum
Anoectangium madagassum är en bladmossart som beskrevs av Ferdinand François Gabriel Renauld och Jean Édouard Gabriel Narcisse Paris 1909. Anoectangium madagassum ingår i släktet Anoectangium och familjen Pottiaceae. Inga underarter finns listade i Catalogue of Life.